# Ildefonso Aroztegui

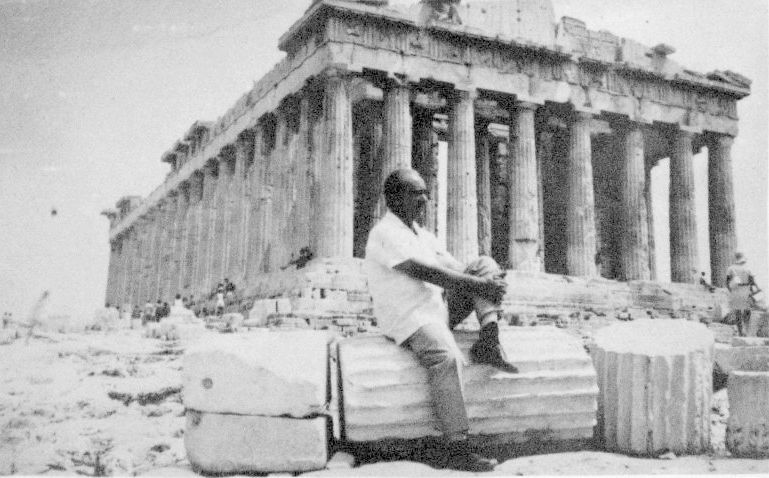
Ildefonso Aroztegui

Ildefonso Aroztegui (* 19. Juli 1916 in Melo, Uruguay; † 10. November 1988) war ein uruguayischer Architekt.

## Leben
Aroztegui, Schüler Julio Vilamajós, schloss 1940 erfolgreich sein Architekturstudium ab. Im Folgejahr gewann er den Großen Preis der Fakultät für Architektur. Von 1942 bis 1945 ging er mittels eines Stipendiums in die USA, wo er den Master of Science an der Universität von Illinois erwarb. Er übernahm einen Lehrauftrag in Design, arbeitete in einem Architekturbüro und gewann zahlreiche Preise. Anschließend ging er nach Brasilien, wo er in Porto Alegre lehrte. Zudem wirkte er von 1947 bis 1958 an der Facultad de Arquitectura der Universidad de la República.
Von 1961 bis 1963 war er Präsident der Sociedad de Arquitectos del Uruguay, der uruguayischen Architektenvereinigung, stand 1967 bis 1968 dem Universitätsverband (Agrupación Universitaria del Uruguay) vor und hatte von 1969 bis 1972 die Position des Direktors der Dirección Nacional de Viviendas inne.
Der vielfach prämierte Aroztegui zeichnete für die Errichtung diverser stadtbildprägender Gebäude Montevideos wie beispielsweise die Agencia 19 de Junio und das Comercio Merlinsky y Syrowicz verantwortlich. Auch das 1949 projektierte Casa Terra, das Vivienda Aroztegui, das Cine Melo und der im März 1957 eröffnete Sitz von Nacional Montevideo, einer der beiden den uruguayischen Fußball prägenden Vereine, entstanden unter seiner Ägide.